# Adolphe Assi
Adolphe Alphonse Assi, född 28 april 1841 i Roubaix, död 1886 i Nouméa på Nya Kaledonien, var en fransk kommunard.
Assi ingick vid unga år som frivillig i franska armén, men deserterade snart och tog värvning i Giuseppe Garibaldis här. Han återkom till Frankrike 1864 och tog tjänst såsom arbetare vid järnverken i Le Creusot, men avskedades i början av 1870 och anstiftade då ett par strejker med understöd av Första internationalen i Paris. Han invecklades i processen mot densamma, men frikändes och blev därunder mycket populär i revolutionära kretsar.
Under Paris belägring var han löjtnant vid en kår "franc-tireurs" och blev slutligen president i centralkommittén för de federerade nationalgardena. Vid upproret i mars 1871 invaldes han i Pariskommunen och allmänna säkerhetsutskottet, fängslades vid upprorets kuvande i maj samma år och deporterades 1872 till Nya Kaledonien. Där kvarstannade han även efter amnestin 1880 som mekanisk arbetare.